# Сезон збірної України з футболу 1992

## Матчі

### Україна 1:3 Угорщина
Див. також: Футбольний матч Україна — Угорщина (1992)
| 1. Товариський матч 29 квітня 1992 17:00 UTC+3 |

| Україна     | 1:3      | Угорщина                               |
| ----------- | -------- | -------------------------------------- |
| Гецко 90+2' | Протокол | 61' Шалої 68' Кіпріх 84' (пен.) Кіпріх |

| Ужгород, «Авангард» Глядачів: 13 000 Арбітр: Вадим Жук Асистент арбітра: Валерій Авдиш Асистент арбітра: Володимир П'яних |

| УКРАЇНА           |    |                      |     |     |                          |
|                   |    |                      |     |     |                          |
| ВР                | 1  | Ігор Кутепов         |     |     | Динамо (Київ)            |
| ЗХ                | 2  | Олег Лужний          |     |     | Динамо (Київ)            |
| ЗХ                | 3  | Юрій Никифоров       |     |     | Чорноморець (Одеса)      |
| ЗХ                | 4  | Сергій Беженар       |     |     | Дніпро (Дніпропетровськ) |
| ЗХ                | 5  | Сергій Третяк        |     |     | Чорноморець (Одеса)      |
| ПЗ                | 6  | Сергій Ковалець      | 71' |     | Динамо (Київ)            |
| ПЗ                | 7  | Ілля Цимбалар        |     |     | Чорноморець (Одеса)      |
| ПЗ                | 8  | Юрій Шелепницький () |     |     | Чорноморець (Одеса)      |
| ПЗ                | 9  | Сергій Погодін       |     | 56' | Шахтар (Донецьк)         |
| НП                | 10 | Олег Саленко         |     | 59' | Динамо (Київ)            |
| НП                | 11 | Сергій Щербаков      |     | 69' | Шахтар (Донецьк)         |
| Заміни:           |    |                      |     |     |                          |
| ПЗ                | 13 | Юрій Сак             |     | 56' | Чорноморець (Одеса)      |
| НП                | 14 | Сергій Гусєв         |     | 69' | Чорноморець (Одеса)      |
| НП                | 18 | Іван Гецко           |     | 59' | Чорноморець (Одеса)      |
| Запасні:          |    |                      |     |     |                          |
| ВР                |    | Віктор Гришко        |     |     | Чорноморець (Одеса)      |
| 3Х                |    | Андрій Анненков      |     |     | Динамо (Київ)            |
| ЗХ                |    | Євген Драгунов       |     |     | Шахтар (Донецьк)         |
| ЗХ                |    | Юрій Дудник          |     |     | Металург (Запоріжжя)     |
| ЗХ                |    | Юрій Мороз           |     |     | Динамо (Київ)            |
| ПЗ                |    | Сергій Заєць         |     |     | Динамо (Київ)            |
| Тренер:           |    |                      |     |     |                          |
| Віктор Прокопенко |    |                      |     |     |                          |

| УГОРЩИНА    |    |                   |     |     |                                  |
|             |    |                   |     |     |                                  |
| ВР          | 1  | Іштван Брокгаузер |     | 89' | Кішпешт-Гонвед (Будапешт)        |
| ПЗ          | 2  | Тамаш Монош       | 16' |     | Льєжуа (Льєж)                    |
| ПЗ          | 3  | Андраш Телек      |     |     | Ференцварош (Будапешт)           |
| ЗХ          | 4  | Тібор Шимон       |     |     | Ференцварош (Будапешт)           |
| ПЗ          | 5  | Еміль Лерінц      |     | 86' | Моленбек (Моленбек-Сен-Жан)      |
| ЗХ          | 6  | Жольт Лімпергер   |     | 60' | Реал Бургос (Бургос)             |
| НП          | 7  | Йожеф Кіпріх ()   |     |     | Феєнорд (Роттердам)              |
| ЗХ          | 8  | Габор Мартон      |     | 83' | Кішпешт-Гонвед (Будапешт)        |
| НП          | 9  | Іштван Шаллої     | 17' | 74' | Відеотон-Вальтам (Секешфегервар) |
| ПЗ          | 10 | Петер Ліпчеї      |     |     | Ференцварош (Будапешт)           |
| ЗХ          | 11 | Іштван Вінце      |     |     | Кішпешт-Гонвед (Будапешт)        |
| Заміни:     |    |                   |     |     |                                  |
| ВР          | 12 | Тамаш Балог       |     | 89' | Ференцварош (Будапешт)           |
| ЗХ          | 14 | Тібор Балог       |     | 60' | МТК (Будапешт)                   |
| ЗХ          | 15 | Бела Іллеш        |     | 83' | Галадаш (Сомбатгей)              |
| ПЗ          | 16 | Ервін Ковач       |     | 86' | Кішпешт-Гонвед (Будапешт)        |
| НП          | 17 | Іштван Пішонт     |     | 74' | Кішпешт-Гонвед (Будапешт)        |
| Тренер:     |    |                   |     |     |                                  |
| Емерік Єней |    |                   |     |     |                                  |

У своєму дебютному матчі національна збірна України 29 квітня 1992 року зустрілася в Ужгороді з сусідами з Угорщини. Спочатку планувалося, що цей поєдинок відбудеться тижнем раніше на столичному Республіканському стадіоні. Але, беручи до уваги фінансові труднощі, які переживала нещодавно створена федерація, було прийнято цілком логічне рішення зіграти із суперниками якомога ближче до кордону. Фінанси, а точніше — їх відсутність, завадили запросити під знамена збірної найвідоміших легіонерів, зокрема — Чанова, Кузнецова, Михайличенка, Литовченка, Протасова, Заварова, Бєланова, Лютого, оскільки їм необхідно було валютою оплатити проїзд додому і назад.
Перед тим в кінці лютого ФІФА не чекаючи свого конгресу надала статус тимчасових членів національним федераціям України, Грузії, Словенії і Хорватії. Зроблено це було для того, щоб асоціації цих чотирьох країн могли завчасно будувати свої відносини з футбольними організаціями інших країн, а їх футболісти — брати участь в товариських матчах на рівні збірних. Згодом на адресу Федерації футболу України прийшли відповідні офіційні документи не тільки з ФІФА, але й з УЄФА, які підписали генеральні секретарі цих організацій — Йозеф Блаттер і Гергард Айгнер.
Головним тренером збірної спочатку планувалося призначити Валерія Лобановського, який в той час очолював збірну ОАЕ. Лобановський дав попередню згоду, але очолити збірну України він міг лише по завершенні чинного контракту, до чого залишалося ще близько місяця. Таким чином, першого наставника національної команди довелося обирати з-поміж членів тренерської ради, до якої увійшли: Анатолій Пузач («Динамо»), Євген Кучеревський («Дніпро»), Євген Лемешко («Торпедо»), Юхим Школьников («Буковина») і Віктор Прокопенко («Чорноморець»). Трохи пізніше до них приєднався і донеччанин Валерій Яремченко («Шахтар»). Але в кінці коло претендентів звузилося до прізвищ трьох фахівців: Пузача, Яремченка і Прокопенка, останній з яких і став головним.
Для участі в ужгородському матчі було запрошено 20 футболістів із п'яти клубів. «Чорноморець» делегував 8 кандидатів у збірну, на одного менше — київське «Динамо». Трьох кандидатів надав «Шахтар», по одному — «Дніпро» і запорізький «Металург». Такими виявилися реалії в противагу бажанню побачити в складі збірної широку географію виконавців як внутрішнього, так і світового масштабу. Останні, до слова, представляли вісім західних клубів, серед яких були і такі відомі, як шотландський «Рейнджерс», грецький «Олімпіакос», португальська «Бенфіка».
Отже, на дебютний матч збірної України з угорцями були викликані: воротарі — Кутепов («Динамо»), Гришко («Чорноморець»), захисники — Лужний, Мороз («Динамо»), Никифоров, Третяк («Чорноморець»), Драгунов («Шахтар»), Беженар («Дніпро»), півзахисники — Анненков, Ковалець, Заєць («Динамо»), Шелепницький, Сак, Цимбалар («Чорноморець»), Погодін («Шахтар»), Дудник («Металург»), нападаючі — Саленко («Динамо»), Гецко, Гусєв («Чорноморець»), Щербаков («Шахтар»).
Підготовка до поєдинку практично не проводилася. Динамівці після виснажливого і невдало проведеного групового турніру Кубку чемпіонів впродовж тижня зіграли три матчі внутрішнього чемпіонату, а наступного дня після останнього з них відбули в розпорядження Віктора Прокопенка. Гравці «Чорноморця» відпочивали на день більше, провівши перед тим принципову зустріч із «Шахтарем». А вже 27 квітня, в понеділок, всі «першовідкривачі» зібралися в Києві, щоб наступного дня літаком вирушити до Ужгорода. Тим часом суперник, хоч і не пробився до фінальної частини європейської першості 1992 року, все ж таки тримав в голові відбірковий цикл наступного чемпіонату світу, двері на який для українців через, наразі, тимчасовий статус були зачинені, а тому готувалися до зустрічі в Ужгороді набагато ретельніше.
Можна впевнено сказати, що ця ретельність, а ще більше — зіграність угорської команди, зіграла чи не головну роль в досягненні результату в ужгородському матчі. Як не старалися господарі, як не пробувала завести гравців збірної України емоційна закарпатська публіка, та наші футболісти так і не змогли проявити ані своїх бійцівських, ані своїх найкращих ігрових якостей. До речі, варто згадати, що в Москві в той же день збірна СНД, яка була тимчасово визнана міжнародними інстанціями — правонаступницею збірної СРСР і яка готувалася до Євро-92 в Швеції, проводила контрольний матч з англійцями. Знайшлися в її складі місце і для українців — Михайличенка, Юрана, Онопка, Канчельскіса і Лютого, троє з яких потім і взагалі перейшли в російський табір.
Щодо самого матчу, потрібно віддати належне і нашим гравцям, які в першому таймі діяли старанно, не тільки майже ні в чому не поступаючись супернику, але в багатьох компонентах гри взагалі переграючи його. Ще до перерви підопічні Віктора Прокопенка могли і відкрити рахунок. Це Шелепницький на 15-й хвилині завдав підступного удару по воротах Брокгаузера, однак гостей від неприємностей врятувала штанга. А потім білоруський арбітр Вадим Жук не призначив доволі очевидний пенальті за грубість проти Щербакова в межах штрафного майданчика угорців. Після перерви запал господарів суттєво впав. Ось тоді і проявилася перевага сусідів в досвіді і зіграності. Використавши помилки українських захисників, Шалої і Кіпріх, який роком раніше двічі засмутив збірну СРСР, спокійно перехилили чашу ваг на свою користь. Коли ж Жук призначив 11-метровий у ворота Кутепова, а все той же Кіпріх його реалізував, здалося, що перший млинець вийде вже надто глевким для українців. На щастя, під кінець зустрічі Іван Гецко чудовим ударом зі штрафного розпечатав ворота угорців, ставши автором першого голу в історії національної збірної України.
Післяматчеві коментарі:

Віктор Прокопенко (головний тренер збірної України):
 — На жаль, часу на підготовку до матчу не було. Тож зробили акцент на гравців колишньої вищої ліги СРСР. Щоб успішно виступати на міжнародній арені, потрібно серйозно готуватись до зустрічей з різними суперниками. Зокрема, запросити всіх найсильніших українських футболістів, які грають у зарубіжних клубах.
Емерік Єней (головний тренер збірної Угорщини):
 — Ми тепер готуємось до першого відбіркового матчу чемпіонату світу, і українська команда — серйозний супротивник. Хлопців налаштував на перемогу. Адже для мене кожний матч — важливий.

#### Цікаві факти
- Вперше збірна України проводила матч вдома і програла.
- В складі збірної дебютувало 14 футболістів.
- Вперше знамена збірної захищали представники — київського «Динамо», дніпропетровського «Дніпра», одеського «Чорноморця» і донецького «Шахтаря».
- В матчі взяли участь гравці 4-ох вітчизняних клубів.
- Першим капітаном збірної України став — Юрій Шелепницький.
- Першим гравцем, що вийшов на заміну за збірну України став — Юрій Сак.
- Першим гравцем, що був заміненим за збірну України став — Сергій Погодін.
- Першим гравцем, що отримав жовту картку за збірну України став — Сергій Ковалець.
- Першим гравцем, що забив гол за збірну України став — Іван Гецко.
- Першим голкіпером, що пропустив гол за збірну України став — Ігор Кутепов.

### США 0:0 Україна
| 2. Товариський матч 27 червня 1992 17:00 UTC−4 |

| США | 0:0      | Україна |
| --- | -------- | ------- |
|     | Протокол |         |

| Піскатевей, «Ратгерс Юніверсіті» Глядачів: 11 816 Арбітр: Майкл Колфілд |

| США              |    |                   |  |     |                                           |
|                  |    |                   |  |     |                                           |
| ВР               | 1  | Тоні Меола ()     |  |     | Форт-Лодердейл Страйкерс (Форт-Лодердейл) |
| ПЗ               | 2  | Януш Міхаллік     |  |     | Греміо Лузітано (Ладлоу)                  |
| ЗХ               | 3  | Джон Дойл         |  |     | Сан-Франциско Бей Блекгокс (Сан-Хосе)     |
| ПЗ               | 4  | Брюс Мюррей       |  | 80' | Меріленд Бейс (Колумбія)                  |
| ПЗ               | 8  | Домінік Кінніер   |  |     | Сан-Франциско Бей Блекгокс (Сан-Хосе)     |
| НП               | 10 | Пітер Вермес      |  | 46' | Фігерес                                   |
| НП               | 11 | Ерік Віналда      |  | 59' | Сан-Франциско Бей Блекгокс (Сан-Хосе)     |
| ПЗ               | 14 | Браян Куїнн       |  |     | Сан-Дієго Соккерс (Сан-Дієго)             |
| ЗХ               | 15 | Десмонд Армстронг |  |     | Меріленд Бейс (Колумбія)                  |
| ЗХ               | 17 | Марсело Бальбоа   |  |     | Колорадо Фоксес (Енглвуд)                 |
| ЗХ               | 21 | Фернандо Клавіхо  |  |     | Сент-Луїс Сторм (Сент-Луїс)               |
| Заміни:          |    |                   |  |     |                                           |
| ПЗ               | 9  | Марк Чанг         |  | 46' | Саут Флорида Буллз (Тампа)                |
| НП               | 13 | Майк Мастерс      |  | 59' | Сан-Франциско Бей Блекгокс (Сан-Хосе)     |
| ПЗ               | 16 | Майк Сорбер       |  | 80' | Сент-Луїс Біллікенс (Сент-Луїс)           |
| Тренер:          |    |                   |  |     |                                           |
| Бора Милутинович |    |                   |  |     |                                           |

| УКРАЇНА           |    |                      |  |     |                                |
|                   |    |                      |  |     |                                |
| ВР                | 12 | Олександр Помазун    |  |     | Металіст (Харків)              |
| ЗХ                | 3  | Сергій Третяк ()     |  |     | Чорноморець (Одеса)            |
| ЗХ                | 4  | Олександр Бондаренко |  |     | Торпедо (Запоріжжя)            |
| ЗХ                | 5  | Юрій Никифоров       |  |     | Чорноморець (Одеса)            |
| ЗХ                | 6  | Юрій Мороз           |  | 81' | Динамо (Київ)                  |
| ПЗ                | 7  | Ілля Цимбалар        |  |     | Чорноморець (Одеса)            |
| ПЗ                | 8  | Сергій Ковалець      |  | 76' | Динамо (Київ)                  |
| НП                | 9  | Юрій Гудименко       |  | 46' | Таврія (Сімферополь)           |
| НП                | 10 | Іван Гецко           |  |     | Чорноморець (Одеса)            |
| НП                | 11 | Сергій Щербаков      |  |     | Шахтар (Донецьк)               |
| ЗХ                | 15 | Ігор Покідько        |  |     | Нива (Тернопіль)               |
| Заміни:           |    |                      |  |     |                                |
| ЗХ                | 2  | Євген Драгунов       |  | 46' | Шахтар (Донецьк)               |
| ЗХ                | 13 | Ярослав Ватаманюк    |  | 81' | Прикарпаття (Івано-Франківськ) |
| НП                | 14 | Сергій Ребров        |  | 76' | Шахтар (Донецьк)               |
| Запасні:          |    |                      |  |     |                                |
| ВР                | 1  | Юрій Сивуха          |  |     | Металург (Запоріжжя)           |
| Тренер:           |    |                      |  |     |                                |
| Віктор Прокопенко |    |                      |  |     |                                |

|  |

#### Цікаві факти
- Вперше збірна України проводила матч в гостях і зіграла в нічию.
- В складі збірної дебютувало 8 футболістів.
- Вперше знамена збірної захищали представники — харківського «Металіста», тернопільської «Ниви», іванофранківського «Прикарпаття», сімферопольскої «Таврії» і запорізького «Торпедо».
- В матчі взяли участь гравці 8-ох вітчизняних клубів.

### Угорщина 2:1 Україна
| 3. Товариський матч 26 серпня 1992 16:30 UTC+2 +35°C |

| Угорщина                           | 2:1      | Україна       |
| ---------------------------------- | -------- | ------------- |
| Фішер 12' · Ковач 81' · Надь 90+2' | Протокол | 38' Гудименко |

| Ньїредьгаза, «Ньїредьгаза Вароші» Глядачів: 15 000 Арбітр: Октавіан Штренг Асистент арбітра: Юліан Спетару Асистент арбітра: Флорін Марку |

| УГОРЩИНА    |    |                 |     |       |                                  |
|             |    |                 |     |       |                                  |
| ВР          | 1  | Жольт Петрі     |     | 21'   | Гент                             |
| ЗХ          | 2  | Тібор Надь      |     |       | Вац-Самсунг (Вац)                |
| ЗХ          | 3  | Ласло Дістль () |     |       | Брюгге                           |
| ПЗ          | 4  | Андраш Чег      | 72' |       | БВСК-Новеп (Будапешт)            |
| ЗХ          | 5  | Еміль Лерінц    |     | 46'*  | Моленбек (Моленбек-Сен-Жан)      |
| ЗХ          | 6  | Жольт Лімпергер |     | 68'*  | Реал Бургос (Бургос)             |
| ПЗ          | 7  | Дьйордь Богнар  |     | 68'** | БВСК-Новеп (Будапешт)            |
| ПЗ          | 8  | Іштван Пішонт   |     |       | Кішпешт-Гонвед (Будапешт)        |
| НП          | 9  | Паль Фішер      |     | 46'** | Кішпешт-Гонвед (Будапешт)        |
| ПЗ          | 10 | Петер Ліпчеї    |     |       | Ференцварош (Будапешт)           |
| НП          | 11 | Кальман Ковач   |     |       | Валансьєнн-Анзен (Валансьєнн)    |
| Заміни:     |    |                 |     |       |                                  |
| ВР          | 12 | Тамаш Балог     |     | 21'   | Ференцварош (Будапешт)           |
| ПЗ          |    | Дьйордь Вебер   |     | 46'** | Уйпешт (Будапешт)                |
| ПЗ          |    | Габор Мартон    |     | 68'*  | Кішпешт-Гонвед (Будапешт)        |
| НП          |    | Аттіла Каман    |     | 46'*  | Шіофок Баньяс (Шіофок)           |
| НП          |    | Іштван Шаллої   | 75' | 68'** | Відеотон-Вальтам (Секешфегервар) |
| Запасні:    |    |                 |     |       |                                  |
| ЗХ          |    | Тібор Шимон     |     |       | Ференцварош (Будапешт)           |
| ЗХ          |    | Зольтан Слезак  |     |       | Уйпешт (Будапешт)                |
| ПЗ          |    | Андраш Телек    |     |       | Ференцварош (Будапешт)           |
| Тренер:     |    |                 |     |       |                                  |
| Емерік Єней |    |                 |     |       |                                  |

| УКРАЇНА           |    |                      |     |       |                          |
|                   |    |                      |     |       |                          |
| ВР                | 1  | Олександр Помазун    |     |       | Металіст (Харків)        |
| ЗХ                | 2  | Андрій Юдін          | 89' |       | Дніпро (Дніпропетровськ) |
| ЗХ                | 3  | Євген Драгунов ()    |     |       | Шахтар (Донецьк)         |
| ЗХ                | 4  | Сергій Шматоваленко  |     | 88'   | Динамо (Київ)            |
| ЗХ                | 5  | Ахрік Цвейба         |     |       | Динамо (Київ)            |
| ПЗ                | 6  | Юрій Дудник          |     | 60'*  | Металург (Запоріжжя)     |
| ЗХ                | 7  | Андрій Анненков      |     |       | Динамо (Київ)            |
| ПЗ                | 8  | Ілля Цимбалар        |     | 64'   | Чорноморець (Одеса)      |
| НП                | 9  | Юрій Гудименко       | 39' | 60'** | Таврія (Сімферополь)     |
| НП                | 10 | Віктор Леоненко      | 57' |       | Динамо (Київ)            |
| НП                | 11 | Олександр Призетко   |     | 67'   | Металіст (Харків)        |
| Заміни:           |    |                      |     |       |                          |
| ПЗ                | 12 | Юрій Сак             |     | 88'   | Чорноморець (Одеса)      |
| ЗХ                | 13 | Юрій Никифоров       |     | 60'*  | Чорноморець (Одеса)      |
| ПЗ                | 14 | Сергій Кандауров     |     | 64'   | Металіст (Харків)        |
| ЗХ                | 15 | Олександр Бондаренко |     | 60'** | Торпедо (Запоріжжя)      |
| НП                | 16 | Сергій Гусєв         |     | 67'   | Чорноморець (Одеса)      |
| Запасні:          |    |                      |     |       |                          |
| ВР                |    | Олег Суслов          |     |       | Чорноморець (Одеса)      |
| ЗХ                |    | Олег Касторний       |     |       | Металіст (Харків)        |
| Тренер:           |    |                      |     |       |                          |
| Віктор Прокопенко |    |                      |     |       |                          |

|  |

### Білорусь 1:1 Україна
| 4. Товариський матч 28 жовтня 1992 17:30 UTC+2 0°C |

| Білорусь     | 1:1      | Україна      |
| ------------ | -------- | ------------ |
| Гоцманов 49' | Протокол | 78' Максимов |

| Мінськ, «Динамо» Глядачів: 15 000 Арбітр: Олексій Спірін Асистент арбітра: Сергій Французов Асистент арбітра: Валентин Іванов |

| БІЛОРУСЬ                                |    |                       |     |       |                                        |
|                                         |    |                       |     |       |                                        |
| ВР                                      | 1  | Валерій Шанталосов    |     |       | Локомотив-Еретіспорт (Нижній Новгород) |
| ПЗ                                      | 2  | Радослав Орловський   |     |       | Динамо (Мінськ)                        |
| ЗХ                                      | 3  | Геннадій Лесун        | 83' |       | Динамо (Мінськ)                        |
| ПЗ                                      | 4  | Едуард Деменковець    |     | 46'*  | КІМ (Вітебськ)                         |
| ЗХ                                      | 5  | Андрій Зигмантович () |     |       | Динамо (Мінськ)                        |
| ЗХ                                      | 6  | Олександр Тайков      |     |       | Динамо (Мінськ)                        |
| ПЗ                                      | 7  | Юрій Антонович        | 27' | 46'** | Динамо (Мінськ)                        |
| ПЗ                                      | 8  | Сергій Алейников      |     |       | Лечче                                  |
| НП                                      | 9  | Сергій Герасимець     |     | 76'   | Динамо (Мінськ)                        |
| ПЗ                                      | 10 | Олександр Метлицький  |     |       | Рапід (Відень)                         |
| НП                                      | 11 | Валерій Величко       |     |       | Динамо (Мінськ)                        |
| Заміни:                                 |    |                       |     |       |                                        |
| ПЗ                                      | 12 | Сергій Гоцманов       |     | 46'** | Динамо (Мінськ)                        |
| ПЗ                                      | 13 | Валентин Белькевич    |     | 46'*  | Динамо (Мінськ)                        |
| НП                                      | 14 | Віктор Кукар          |     | 76'   | Трактор (Бобруйськ)                    |
| Запасні:                                |    |                       |     |       |                                        |
| ВР                                      | 16 | Геннадій Тумилович    |     |       | Білорусь (Мінськ)                      |
| НП                                      | 15 | Сергій Вехтєв         |     |       | КІМ (Вітебськ)                         |
| ЗХ                                      | 17 | Віктор Сичик          |     |       | Динамо (Берестя)                       |
| ПЗ                                      | 21 | Юрій Шуканов          |     |       | Динамо (Мінськ)                        |
| ЗХ                                      | 22 | Сергій Гуренко        |     |       | Хімік (Гродно)                         |
| Тренери:                                |    |                       |     |       |                                        |
| Михайло Вергєєнко і Веніамін Арзамасцев |    |                       |     |       |                                        |

| УКРАЇНА                         |    |                         |     |     |                          |
|                                 |    |                         |     |     |                          |
| ВР                              | 1  | Олександр Помазун       |     |     | Металіст (Харків)        |
| ЗХ                              | 2  | Сергій Беженар          | 74' |     | Дніпро (Дніпропетровськ) |
| ЗХ                              | 3  | Сергій Дірявка          |     | 29' | Дніпро (Дніпропетровськ) |
| ЗХ                              | 4  | Олег Кузнецов           |     | 87' | Рейнджерс (Глазго)       |
| ПЗ                              | 5  | Юрій Дудник             |     | 76' | Металург (Запоріжжя)     |
| ПЗ                              | 6  | Андрій Полунін          |     |     | Дніпро (Дніпропетровськ) |
| ПЗ                              | 7  | Олексій Михайличенко () |     | 68' | Рейнджерс (Глазго)       |
| ПЗ                              | 8  | Сергій Кандауров        |     |     | Металіст (Харків)        |
| ПЗ                              | 9  | Євген Похлебаєв         |     |     | Дніпро (Дніпропетровськ) |
| НП                              | 10 | Валентин Москвін        |     |     | Дніпро (Дніпропетровськ) |
| НП                              | 11 | Олександр Призетко      |     | 46' | Металіст (Харків)        |
| Заміни:                         |    |                         |     |     |                          |
| ПЗ                              | 13 | Ігор Жабченко           |     | 76' | Кремінь (Кременчук)      |
| ПЗ                              | 14 | Дмитро Топчієв          |     | 87' | Карпати (Львів)          |
| ПЗ                              | 15 | Юрій Сак                | 49' | 29' | Чорноморець (Одеса)      |
| НП                              | 16 | Сергій Гусєв            |     | 46' | Чорноморець (Одеса)      |
| ПЗ                              | 17 | Юрій Максимов           |     | 68' | Дніпро (Дніпропетровськ) |
| Запасні:                        |    |                         |     |     |                          |
| ВР                              | 12 | Олег Суслов             |     |     | Чорноморець (Одеса)      |
| ЗХ                              | 18 | Андрій Юдін             |     |     | Дніпро (Дніпропетровськ) |
| Тренери:                        |    |                         |     |     |                          |
| Микола Павлов і Леонід Ткаченко |    |                         |     |     |                          |

|  |

## Склад команди
Статистику подано станом на 29 жовтня 1992 року
| №            | Гравець                 | Клуб (у 1992)                  | Дата народження   | Вік      | Ігор     | Голів    |          |
| Воротарі     | Воротарі                | Воротарі                       | Воротарі          | Воротарі | Воротарі | Воротарі | Воротарі |
| ------------ | ----------------------- | ------------------------------ | ----------------- | -------- | -------- | -------- | -------- |
| 1            | Кутепов Ігор            | Динамо (Київ)                  | 17 грудня 1965    | 26       | 1        | 3п       |          |
| 1            | Помазун Олександр       | Металіст (Харків)              | 11 жовтня 1971    | 21       | 3        | 3п       |          |
| Захисники    |                         |                                |                   |          |          |          |          |
| 7            | Анненков Андрій         | Динамо (Київ)                  | 21 січня 1969     | 23       | 1        | 0        |          |
| 2            | Беженар Сергій          | Дніпро (Дніпропетровськ)       | 9 серпня 1970     | 22       | 2        | 0        |          |
| 15           | Бондаренко Олександр    | Торпедо (Запоріжжя)            | 29 червня 1966    | 26       | 2        | 0        |          |
| 13           | Ватаманюк Ярослав       | Прикарпаття (Івано-Франківськ) | 25 травня 1963    | 29       | 1        | 0        |          |
| 3            | Дірявка Сергій          | Дніпро (Дніпропетровськ)       | 18 квітня 1971    | 21       | 1        | 0        |          |
| 3            | Драгунов Євген ()       | Шахтар (Донецьк)               | 13 лютого 1964    | 28       | 2        | 0        |          |
| 4            | Кузнецов Олег           | Рейнджерс (Глазго)             | 22 березня 1963   | 29       | 1        | 0        |          |
| 2            | Лужний Олег             | Динамо (Київ)                  | 5 серпня 1968     | 24       | 1        | 0        |          |
| 6            | Мороз Юрій              | Динамо (Київ)                  | 8 серпня 1970     | 22       | 1        | 0        |          |
| 13           | Никифоров Юрій          | Чорноморець (Одеса)            | 16 вересня 1970   | 22       | 3        | 0        |          |
| 15           | Покідько Ігор           | Нива (Тернопіль)               | 15 лютого 1965    | 27       | 1        | 0        |          |
| 3            | Третяк Сергій ()        | Чорноморець (Одеса)            | 7 вересня 1963    | 29       | 2        | 0        |          |
| 5            | Цвейба Ахрік            | Динамо (Київ)                  | 10 вересня 1966   | 26       | 1        | 0        |          |
| 8            | Шелепницький Юрій ()    | Чорноморець (Одеса)            | 18 січня 1965     | 27       | 1        | 0        |          |
| 4            | Шматоваленко Сергій     | Динамо (Київ)                  | 29 січня 1967     | 25       | 1        | 0        |          |
| 2            | Юдін Андрій             | Дніпро (Дніпропетровськ)       | 28 червня 1967    | 25       | 1        | 0        |          |
| Півзахисники |                         |                                |                   |          |          |          |          |
| 5            | Дудник Юрій             | Металург (Запоріжжя)           | 26 вересня 1968   | 24       | 2        | 0        |          |
| 13           | Жабченко Ігор           | Кремінь (Кременчук)            | 1 липня 1968      | 24       | 1        | 0        |          |
| 8            | Кандауров Сергій        | Металіст (Харків)              | 2 грудня 1972     | 19       | 2        | 0        |          |
| 8            | Ковалець Сергій         | Динамо (Київ)                  | 5 вересня 1968    | 24       | 2        | 0        |          |
| 17           | Максимов Юрій           | Дніпро (Дніпропетровськ)       | 8 грудня 1968     | 23       | 1        | 1        |          |
| 7            | Михайличенко Олексій () | Рейнджерс (Глазго)             | 30 березня 1963   | 29       | 1        | 0        |          |
| 9            | Погодін Сергій          | Шахтар (Донецьк)               | 29 квітня 1968    | 24       | 1        | 0        |          |
| 6            | Полунін Андрій          | Дніпро (Дніпропетровськ)       | 5 березня 1971    | 21       | 1        | 0        |          |
| 9            | Похлебаєв Євген         | Дніпро (Дніпропетровськ)       | 25 листопада 1971 | 20       | 1        | 0        |          |
| 15           | Сак Юрій                | Чорноморець (Одеса)            | 3 січня 1967      | 25       | 3        | 0        |          |
| 14           | Топчієв Дмитро          | Карпати (Львів)                | 25 вересня 1966   | 26       | 1        | 0        |          |
| 8            | Цимбалар Ілля           | Чорноморець (Одеса)            | 17 червня 1969    | 23       | 3        | 0        |          |
| Нападники    |                         |                                |                   |          |          |          |          |
| 10           | Гецко Іван              | Чорноморець (Одеса)            | 6 квітня 1968     | 24       | 2        | 1        |          |
| 9            | Гудименко Юрій          | Таврія (Сімферополь)           | 10 березня 1966   | 26       | 2        | 1        |          |
| 16           | Гусєв Сергій            | Чорноморець (Одеса)            | 1 липня 1967      | 25       | 3        | 0        |          |
| 10           | Леоненко Віктор         | Динамо (Київ)                  | 5 жовтня 1969     | 23       | 1        | 0        |          |
| 10           | Москвін Валентин        | Дніпро (Дніпропетровськ)       | 8 січня 1968      | 24       | 1        | 0        |          |
| 11           | Призетко Олександр      | Металіст (Харків)              | 31 січня 1971     | 21       | 2        | 0        |          |
| 14           | Ребров Сергій           | Шахтар (Донецьк)               | 3 червня 1974     | 18       | 1        | 0        |          |
| 10           | Саленко Олег            | Динамо (Київ)                  | 25 жовтня 1969    | 23       | 1        | 0        |          |
| 11           | Щербаков Сергій         | Шахтар (Донецьк)               | 15 серпня 1971    | 21       | 2        | 0        |          |
|              |                         |                                |                   |          |          |          |          |

## Тренери
| Тренер                        | І | В | Н | П | МЗ | МП | О |
| ----------------------------- | - | - | - | - | -- | -- | - |
| Прокопенко Віктор             | 3 | 0 | 1 | 2 | 2  | 5  | 1 |
| Павлов Микола Ткаченко Леонід | 1 | 0 | 1 | 0 | 1  | 1  | 1 |

## Баланс матчів
| За полями        |   |   |   |   |    |    |   |
| Поле             | І | В | Н | П | МЗ | МП | О |
| Власне           | 1 | 0 | 0 | 1 | 1  | 3  | 0 |
| Чуже             | 3 | 0 | 2 | 1 | 2  | 3  | 2 |
| За турнірами     |   |   |   |   |    |    |   |
| Турнір           | І | В | Н | П | МЗ | МП | О |
| Товариські матчі | 4 | 0 | 2 | 2 | 3  | 6  | 2 |
| Всього           | 4 | 0 | 2 | 2 | 3  | 6  | 2 |

## Клубне представництво
| Клуб                           | Ф | І  | Г |
| ------------------------------ | - | -- | - |
| Чорноморець (Одеса)            | 7 | 17 | 1 |
| Динамо (Київ)                  | 9 | 10 | 0 |
| Дніпро (Дніпропетровськ)       | 7 | 8  | 1 |
| Металіст (Харків)              | 3 | 7  | 0 |
| Шахтар (Донецьк)               | 4 | 6  | 0 |
| Таврія (Сімферополь)           | 1 | 2  | 1 |
| Рейнджерс (Глазго)             | 2 | 2  | 0 |
| Металург (Запоріжжя)           | 1 | 2  | 0 |
| Торпедо (Запоріжжя)            | 1 | 2  | 0 |
| Карпати (Львів)                | 1 | 1  | 0 |
| Кремінь (Кременчук)            | 1 | 1  | 0 |
| Нива (Тернопіль)               | 1 | 1  | 0 |
| Прикарпаття (Івано-Франківськ) | 1 | 1  | 0 |

## Представництво за чемпіонатом
| Ліга             | К  | Ф  | І  | Г |
| ---------------- | -- | -- | -- | - |
| Вища ліга        | 12 | 37 | 58 | 3 |
| Прем'єр-дивізіон | 1  | 2  | 2  | 0 |